# Championnat du Maroc de football de troisième division
Le Championnat du Maroc de football de troisième division, appelé également National, désigne le 3e échelon du football au Maroc. Il s'agit de l’échelon le plus élevé au niveau du football amateur au Maroc.

## Histoire
Dès sa création en 1922 par la Ligue du Maroc de Football Association sous l'égide de lui même, la compétition été baptisé 1re Division Amateurs jusqu'à 1957, où s'est devenue Rabita du Football Amateur1 sous l'égide de la Fédération royale marocaine de football jusqu'à  2004 où le Groupement National de Football Amateurs a pris place. Et depuis 2015, la Ligue Nationale de Football Amateur a vu le jour, et donnant un nouveau nom au compétition Botola Amateurs1
Passage à la poule unique
À partir de la saison 2017-2018, le Championnat National a été créé et constitué d'une poule unique de 16 clubs, comme le nouveau troisième échelon du système de football au Maroc. Cette division a été par conséquent composée :
- Des deux clubs relégués de la Botola Maroc Telecom 2 (Union Aït Melloul et US Témara).
- Des clubs classés entre la 2e place et la 8e place de chacun des deux groupes de l'ex-GNFA I de la saison 2016-2017.
- Les champions respectifs des deux groupes (Chabab Benguerir et USM Oujda) ont été par ailleurs promus directement en Botola Maroc Telecom 2.
- Les clubs classés de la 9e place et la 16e place de chacun des deux groupes du championnat Amateurs I de la saison 2016-2017 ont été relégués en Championnat du Maroc de football D4, appelé à compter de la saison 2017-2018, Amateurs I.

Montée exceptionnelle de  Union sportive de Bejaad en 2025
Lors de la saison 2024-2025, l'union Sportive de Béjaâd s'est distinguée en accédant à la Botola Pro D2, devenant ainsi le seul club promu cette année-là à travers une victoire en match de barrage contre un club déjà établi en deuxième division professionnelle, contrairement aux autres équipes qui ont bénéficié de la promotion directe en terminant premières ou deuxièmes de leurs groupes respectifs en Division Nationale Amateur,.

## Clubs participants en 2023-2024
| Club                  | Classement 2022-2023             | Stade                      | Capacité |
| --------------------- | -------------------------------- | -------------------------- | -------- |
| Ittihad Khémisset     | 16e de la Botola 2               | Stade du 18-Novembre       | 10 000   |
| Widad Témara          | 15e de la Botola 2               | Municipal de Témara        | 5 000    |
| Amal Tiznit           | 3e                               | Stade El Massira           | 5 000    |
| Tihad AS              | 4e                               | Stade Larbi Zaouli         | 30 000   |
| Wydad Serghini        | 5e                               | Stade Municipal d'El Kelaâ | 3 000    |
| KAC de Kénitra        | 6e                               | Municipal de Kénitra       | 30 000   |
| Fath de Nador         | 7e                               | Municipal de Nador         | 5 000    |
| FUS Rabat rés.        | 8e                               | Stade Moulay Hassan        | 12 000   |
| Association Mansouria | 9e                               | Stade Municipal            | 5 000    |
| Union Témara          | 10e                              | Municipal de Témara        | 5 000    |
| Rachad Bernoussi      | 11e                              | Complexe Bernoussi         | 10 000   |
| Hassania Lazari Oujda | 12e                              | Stade Angad Lazari         | 5 000    |
| Olympique Youssoufia  | 13e                              | Stade Al Wahda             | 5 000    |
| Union Sidi Kacem      | 14e                              | Stade Abdelkader-Allam     | 10 000   |
| Mouloudia Assa        | Champion de Amateurs I           | Stade Municipal de Assa    | 1 000    |
| Union Yacoub Mansour  | Vice-champion Nord de Amateurs I | Stade Municipal            | 5 000    |

## Palmarès
| Saison  | Champion                 |
| ------- | ------------------------ |
| 1929/30 | Hilal de Tanger (1)      |
| 1930/31 | AS Salé (1)              |
| 1931/32 | SCC Roches Noires (1)    |
| 1932/33 | USM Rabat-Salé (1)       |
| 1933/34 | US Safi (1)              |
| 1934/35 | OC Khouribga (1)         |
| 1935/36 | USM Rabat-Salé (2)       |
| 1936/37 | Centrale Laitière AS (1) |
| 1937/38 | Fédala Sports (1)        |
| 1938/39 | AS Settat (1)            |
| 1939/40 | OM Rabat (1)             |
| 1940/41 | US Fès (1)               |
| 1941/42 | MC Oujda (1)             |
| 1942/43 | Racing AC (1)            |
| 1943/44 | USD Meknès (1)           |
| 1944/45 | Rapide COZ (1)           |
| 1945/46 | Stade Marocain (1)       |
| 1946/47 | AS Marrakech (1)         |
| 1947/48 | MC Oujda (2)             |
| 1948/49 | Fath US (1)              |
| 1949/50 | MAS de Fès (1)           |
| 1950/51 | US Petitjean (1)         |
| 1951/52 | Tihad AS (1)             |
| 1952/53 | US Petitjean (2)         |
| 1953/54 | Kénitra AC (1)           |
| 1954/55 | O Ouezzane (1)           |
| 1955/56 | DH Jadida (1)            |
| 1956/57 | HUS Agadir (1)           |
| 1957/58 | SCC Mohammédia (1)       |
| 1958/59 | IR Tanger (2)            |
| 1959/60 | RS Berkane (1)           |
|         |                          |
| 1968/69 | RS Berkane (2)           |
|         |                          |
| 1976/77 | UTS Rabat (1)            |
|         |                          |
| 1985/86 | IR Tanger (3)            |
|         |                          |
| 1998/99 | IR Tanger (4)            |
| 1999/00 | Wydad AF (1)             |
| 2000/01 | NS Marrakech (1)         |

| Saison  | Champion (Nord/Est) | Champion (Sud/Centre) |
| ------- | ------------------- | --------------------- |
| 2001/02 | RS Berkane          | NS Marrakech          |
| 2002/03 | HA Nador            | UTS Rabat             |
| 2003/04 | USY El-Mansour      | CAY Berrechid         |
| 2004/05 | US Kacemi           | CW Wydad              |
| 2005/06 | US Témara           | CC Houara             |
| 2006/07 | CR Al Hoceima       | Tihad AS              |

| Saison  | Champion (Nord) | Champion (Centre) | Champion (Sud) | Champion (Est) |
| ------- | --------------- | ----------------- | -------------- | -------------- |
| 2007/08 | CS Marocain     | RB Mellal         | CA Marrakech   | Wydad AF       |
| 2008/09 | CA Khénifra     | JS Kasba-Tadla    | CO Youssoufia  | CR Al-Hoceima  |

| Saison  | Champion (Nord) | Champion (Sud)      |
| ------- | --------------- | ------------------- |
| 2009/10 | HA Nador        | USM Ait-Melloul     |
| 2010/11 | RS Berkane      | RB Mellal           |
| 2011/12 | USM Oujda       | Olympique Marrakech |
| 2012/13 | CA Khénifra     | CC Houara           |
| 2013/14 | Wydad ST        | Olympique Dcheira   |
| 2014/15 | CR Bernoussi    | Olympique Marrakech |
| 2015/16 | US Kacemi       | Rapide COZ          |
| 2016/17 | USM Oujda       | CJ Benguerir        |

| Saison  | Champion                    |
| ------- | --------------------------- |
| 2017/18 | JS Soualem (1)              |
| 2018/19 | SCC Mohammédia (2)          |
| 2019/20 | UTS Rabat (2)               |
| 2020/21 | USM Oujda (1)               |
| 2021/22 | Wydad ST (1)                |
| 2022/23 | KAC Marrakech (2)           |
| 2023/24 | Union Yacoub El Mansour (1) |

## Historique des logos

1915-1922 Drapeau marocain
1922-1956 Logo du LMFA
1956-2004 Drapeau marocain
2004-2010 Logo du GNFA
2015-2020 Logo du LNFA
Depuis 2020 Nouveau logo du LNFA